# Real Estelí Fútbol Club
O Real Estelí Fútbol Club é um clube de futebol da cidade de Estelí, na Nicarágua. Foi fundado em 1961 com o nome de Estelí FC e joga a Liga Primera de Nicaragua.

## História
O Real Estelí é uma das duas equipes mais importantes da Nicarágua, junto com o Diriangén. Os confrontos com esta equipe são conhecidos como O Clássico Nacional.
Em 1991, "El Tren del Norte" conquistou seu primeiro título nacional, assim como nas temporadas 1998-99, 2002-03, 2003, 2004 e da temporada 2006-07 até o presente.

## Títulos
| NACIONAIS | NACIONAIS                 | NACIONAIS | NACIONAIS |
|           | Competição                | Títulos   | Temporadas |
| --------- | ------------------------- | --------- | --- |
|           | Liga Primera de Nicaragua | 20        | 1991, 1998-99, 2002-03, 2003-04, 2006-07, 2007-08, 2008-09, 2009-10, 2010-11, 2011-12, 2012-13, 2013-14, 2015-16, 2016-17, 2019 C, 2019 A, 2020 C, 2020 A, 2022 A, 2023 C |
|           | Copa Primera              | 1         | 2024 |

 Campeão Invicto
A:Torneio Apertura
C:Torneio Clausura

### Honrarias
- Copa Centro-Americana: 1 vice-campeonato (2023)